# 의료법인 일심재단 우리병원

안녕하십니까.
일심의료재단 포천우리병원은 1999년 개원한 후 지역사회와 함께 성장한 종합병원입니다. 지역 주민들의 성원에 힘입어, 포천우리병원은 경기북부 지역 민간거점 병원으로 성장하고 있습니다.
포천우리병원은 지역 주민의 가까운 곳에서 질 높은 의료서비스를 제공하는 것을 운영 이념으로 삼고 있습니다. 지금까지 사랑해주신 마음과 기대에 부응하기 위해 앞으로 더욱 발전하는 명실상부한 종합병원이 되도록 끊임없이 노력하겠습니다.
탄생할 때부터 존엄한 생을 마감할 때까지, 늘 곁에서 함께 하는 건강지킴이로 최선을 다하겠습니다. 지역사회에 봉사하며 질병의 고통뿐만 아니라 마음의 아픔까지 치유하는 병원이 되겠습니다.
2025년 증축2관오픈예정으로 더! 크게 더! 알차게 지역거점 종합병원으로 거듭나겠습니다.
앞으로도 일심의료재단 포천우리병원에 변함없는 관심과 사랑을 부탁드립니다.
감사합니다.

## 진료과목
| 진료과목       | 진료의사                                                       | 비고        |
| -------------- | -------------------------------------------------------------- | ----------- |
| 정형외과       | 장진                                                           | 병원장      |
| 정형외과       | 김응식, 강전형, 고영록                                         |             |
| 외과           | 민태균                                                         | 제1외과     |
| 외과           | 김성수                                                         | 제2외과     |
| 외과           | 이상호                                                         | 제3외과     |
| 신경외과       | 박재우                                                         | 제1신경외과 |
| 신경외과       | 박상필                                                         | 제2신경외과 |
| 신경과         | 정일영, 김홍직                                                 |             |
| 이비인후과     | 공성호                                                         |             |
| 피부과         | 장가연, 안지혜                                                 |             |
| 소아청소년과   | 신동한, 원연경, 김태우, 강혜리, 오성근                         |             |
| 가정의학과     | 이유리, 이정원                                                 |             |
| 소화기내과     | 박정식                                                         | 제1내과     |
| 소화기내과     | 양동진                                                         | 제2내과     |
| 소화기내과     | 전부석                                                         | 제6내과     |
| 소화기내과     | 김상우                                                         | 제7내과     |
| 소화기내과     | 박양태                                                         |             |
| 신장내과       | 김기성                                                         | 제4내과     |
| 신장내과       | 노경우                                                         | 제5내과     |
| 심장내과       | 조성태                                                         | 제3내과     |
| 호흡기내과     | 김창환, 고유상                                                 |             |
| 비뇨의학과     | 남정수                                                         |             |
| 산부인과       | 천상훈, 손형심                                                 |             |
| 영상의학과     | 윤원상, 주해리, 성영재, 권혁                                   |             |
| 마취통증의학과 | 정채일                                                         |             |
| 진단검사의학과 | 홍상숙                                                         |             |
| 구강악안면외과 | 정철희                                                         |             |
| 보존과         | 김희균                                                         |             |
| 보철과         | 김현섭                                                         |             |
| 통합치의학과   | 남윤형                                                         |             |
| 소아치과       | 남창희                                                         |             |
| 응급의학과     | 강민진, 이한성, 최힘찬, 조민호, 윤병호, 나호원, 정만수, 문용석 |             |

## 층별안내

### 1) 본관
| 7F |
| --- |
| 신경과, 산부인과, 이비인후과, 물리치료센터, 생리기능검사실, 청력검사실, 수면다원검사실, 영양과, 직원식당                            |
| 6F |
| 6A병동, 6B병동 |
| 5F |
| 외래통합간호센터(수액치료실, 입원환자 대기실, 외래처치실), 5B병동                                                                   |
| 3F |
| 5A병동, 수술실, 대외협력홍보실 |
| 2F |
| 내과센터(소화기, 신장, 심혈관, 호흡기), 비뇨기과, 제3일반외과, 인공신장센터, 내시경센터, 채혈실, 혈관조영촬영실, 원무과(접수, 수납) |
| 1F |
| 정형외과. 신경외과, 일반외과, 척추센터, 응급의료센터(리모델링중), CT촬영실, X-ray촬영실, 원무과(접수,수납), 주사실, 편의점          |
| B1F |
| 영상의학과(MRI, 초음파, 골밀도, 유방촬영, 쇄석실), 건강증진센터, 가정의학과, 간호부, 카페, 장례식장(EV5호기)                        |
| B2F |
| 진단검사의학과, 약제과, 강당, 도서관, 시설부                                                                                        |

### 2) 신관
2025년 5월 완공예정

- 각 층마다 본관과 신관을 연결하는 통로가 있습니다.
| 5F                     |
| ---------------------- |
| 소아병동·병동(예정)    |
| 3F                     |
| 중환자실               |
| 2F                     |
| 외래진료센터(예정)     |
| 1F                     |
| 응급의료센터           |
| B1F                    |
| 영상의학센터ZONE(예정) |

### 3) 별관
| 4F                                                                     |
| ---------------------------------------------------------------------- |
| 치과센터(소아치과), 종합행정실(총무과, 기획관리, 진료협력), 보험심사과 |
| 3F                                                                     |
| 치과센터(구강악안면외과, 보존, 보철, 통합치의학과)                     |
| 2F                                                                     |
| 피부과, 소아청소년과                                                   |
| 1F                                                                     |
| 원무과(접수, 수납)                                                     |

## 특성화센터
- 척추센터
- 관절센터
- 뇌건강센터
- 소화내시경센터
- 응급진료센터
- 혈액투석센터
- 건강증진센터
- 치과센터
- 두경부센터

## 클리닉
- 갑상선. 유방클리닉
- 고혈압. 당뇨클리닉
- 복강경수술클리닉
- 금연클리닉
- 성장클리닉
- 비만클리닉
- 다한증 클리닉
- 여성클리닉
- 우울증클리닉
- 어지럼증클리닉
- 수면클리닉
- 대장항문클리닉
- 요실금클리닉
- 전립선클리닉
- 하지정맥류클리닉
- 피부미용클리닉
- 피부질환클리닉

## 연혁
- 1999년 3월 우리병원 개원(128병상)
- 2000년 3월 종합병원 승격
- 2000년 3월 지역응급의료기관 지정
- 2001년 6월 의정부성모병원 협력병원 협약체결
- 2006년 5월 제2정형외과 개설
- 2007년 7월 CT 장비교체 (도시바 4채널)
- 2010년 3월 병원 리모델링 (응급실 확장, 물리치료실, 병실 리모델링)
- 2011년 1월 의료법인 일심의료재단 재단설립
- 2011년 5월 노인장기 요양시설 협약 및 폭탁의 채결
- 2011년 7월 심초음파 도입
- 2012년 3월 재단 이사장 경기도 성실납세자 선정
- 2012년 3월 수부세전문의 진료시작
- 2012년 3월 심장내과 개설
- 2012년 4월 수술실 리모델링
- 2012년 5월 상계백병원 협력병원 협약체결
- 2012년 7월 동맥경화도 도입
- 2013년 3월 비뇨기과 개설
- 2013년 3월 ESWL 도입, 전립선 비대수술 플라즈마 시스템 도입
- 2013년 3월 UDS 도입, lithoculasty도입
- 2014년 3월 인공신장실 오픈
- 2014년 3월 신장내과 개설
- 2014년 6월 병원 CCTV 설치
- 2014년 9월 물리치료실 재활센터 오픈
- 2014년 10월 DXA 골다공증 검사장비 도입
- 2014년 11월 제3정형외과 개설
- 2015년 1월 GE초음파 추가 도입
- 2016년 2월 제2일반외과 개설
- 2016년 2월 포천우리병원 증축 기공식
- 2016년 4월 제2산부인과 개설
- 2016년 4월 GE C-arm 추가 도입
- 2016년 5월 신경과 개설
- 2016년 5월 GE초음파 추가 도입
- 2016년 5월 금연치료 협력 우수기관 지정
- 2017년 5월 종합검진실 증축 이전(본관 지하 1층)
- 2017년 6월 GE mammo DR 도입
- 2017년 7월 응급실 증축이전
- 2017년 7월 제6내과 개설
- 2017년 8월 제3정형외과 개설
- 2017년 9월 제2소아과 개설
- 2017년 9월 병원 신관 개원
- 2017년 10월 제1영상의학과 개설
- 2017년 11월 환자 대기공간 명화 전시
- 2018년 1월 장진 이사장 취임
- 2018년 3월 제7내과 개설
- 2018년 3월 제2신경외과 개설
- 2018년 10월 원내 작은 도서관 오픈
- 2018년 11월 자율신경계 검사 도입
- 2018년 12월 일반인 대상 공개강좌 실시 시작
- 2019년 1월 우수내시경실 인증 (대한소화기내시경 연구재단)
- 2019년 1월 제3신경외과 개설
- 2019년 3월 우수검사실 신임인증 획득
- 2019년 3월 (주)유어프렌즈 MOU 협약 외국인근로자 독감무료접종 시행
- 2019년 5월 건강보험공단 ‘금연치료 협력 우수기관’ 선정
- 2019년 6월 현대해상 마음心터 도서관 개관
- 2019년 7월 폐렴치료 적정성 평가 1등급 획득
- 2019년 11월 제4정형외과 개설
- 2019년 12월 정신건강의학과 개설
- 2020년 2월 코로나19 국민안심병원 지정
- 2020년 3월 포천시 정신건강복지센터 위탁운영 협약체결
- 2020년 3월 초음파 GE LOGIQ S8 추가 도입
- 2020년 3월 지역응급의료기관 재지정
- 2020년 3월 제3영상의학과 개설
- 2020년 3월 포천관내 어린이집 81개와 ‘영유아 건강증진’ 업무 협약
- 2020년 4월 이비인후과 개설
- 2020년 6월 제1차 마취적정성 평가 1등급 획득
- 2020년 7월 피부과 개설
- 2020년 8월 별관 오픈 (피부과, 소아청소년과, 치과센터, 정신건강의학과)
- 2020년 8월 치과센터 오픈
- 2020년 8월 구강악안면외과 개설
- 2020년 8월 보철과 개설, 보존과 개설, 소아치과 개설, 통합치의학과 개설
- 2020년 8월 GE LOGIQ P9 추가 도입
- 2020년 9월 지멘스 C-arm 추가 도입
- 2020년 10월 포천병원과 진료협력 위한 업무협약 체결
- 2020년 10월 제2주차장 오픈
- 2020년 10월 (주)유어프렌즈와 외국인근로자 독감무료접종 시행
- 2021년 1월 보험청구 키오스크 도입
- 2021년 1월 지하1층 영상의학학과 zone 오픈
- 2021년 3월 산재보험 최우수 의료기관 선정
- 2021년 3월 약제과 증축 이전
- 2021년 5월 코로나19 예방접종 위탁의료기관 지정
- 2021년 7월 대진대학교 산학 MOU
- 2021년 9월 포천시 이·통장 건강증진을 위한 업무 협약
- 2021년 9월 GE angiography lnnova IGS 도입으로 혈관촬영실 오픈
- 2021년 9월 원내 자체 PCR검사 분자검사실 오픈
- 2021년 10월 원내 직원식당 확장이전
- 2021년 11월 GE헬스케어 디지털 서비스 솔루션 구축 협약
- 2021년 12월 코로나19 선별진료소 운영
- 2021년 12월 코로나19 감영병관리기관 지정
- 2021년 12월 코로나19 거점전담병원 지정
- 2021년 12월 (주)유어프렌즈와 외국인근로자 독감무료접종 시행
- 2022년 1월 신속 코로나19 PCR검사장비 M-10도입
- 2022년 1월 제3외과 개설
- 2022년 2월 코로나19 단기외래진료센터 개설
- 2022년 2월 코로나19 재택치료환자 진료 및 의료상담센터 운영
- 2022년 3월 경복대학교 간호학과 임상실습 지정
- 2022년 3월 제3주차장 오픈
- 2022년 4월 코로나19 신속항원검사 실시
- 2022년 6월 통증재활센터 증축이전
- 2023년 1월 코로나19 전담치료병상 지정
- 2023년 1월 아동폭력 전담기관 협약
- 2023년 4월 수면다원검사실 오픈
- 2023년 9월 수술실 CCTV 도입
- 2023년 10월 소아청소년과 전문의 4인체제
- 2023년 12월 GE社 128ch AI 탑재 CT 도입
- 2023년 1월 응급의료 공헌 경기도지사 표창 수상 (장진 이사장)
- 2024년 1월 심정지 예측 인공지능(AI) 프로그램 도입
- 2024년 2월 백두산 우리주차장 오픈(120평 규모, 전기차 충전 6대)
- 2024년 2월 긴급구조원 우수기관 소방청장 표창 수상
- 2024년 2월 MRI 기반 인공지능(AI) 뇌경색 판독 검사 도입

## 부대시설안내
- 강당 : 본관 지하2층
- 도서관 : 본관 지하2층
- 종합행정실 : 별관 4층
- 미소드림 : 본관1층 응급실앞
- 장례식장 : 본관 지하1층
- 카페아노이 : 본관 지하1층
- 현금인출기(ATM) : 본관 1층 후문
- 편의점 : 본관 1층 원무과 앞
- 무인민원발급기 : 본관 1층 정문
- 주차장 : 제1주차장, 제2주차장, 제3주차장, 백두산우리주차장

## 오시는길

### 1)  버스
| 송우시장사거리.우리병원/송우6리시장/송우초교(10102·40106·40107·41034) | 송우시장사거리.우리병원/송우6리시장/송우초교(10102·40106·40107·41034)                    |
| --------------------------------------------------------------------- | ---------------------------------------------------------------------------------------- |
| 직행                                                                  | 1386, 1403, 3006, 3100, 3200                                                             |
| 좌석                                                                  | 138, 138-5                                                                               |
| 일반                                                                  | 1, 2, 2-1, 9, 9-1, 9-2, 30, 33, 62, 63, 66, 67, 68, 69, 72, 78, 86, 87-3, 87-4, 87-5, 88 |